# Chapelle des Antonites (Mayence)
La chapelle des Antonites à Mayence, est une chapelle du XIVe siècle construite lorsque Mayence était une ville libre abritant de nombreux monastères. Elle abrite le grand-orgue de l'institut épiscopal de musique sacrée de Mayence.
En 1952 des travaux de consolidation de l'église Arm-Klaren-Kirche (église de l'ordre des pauvres dames) à Mayence ont été organisés par la Direction générale des affaires culturelles.
La chapelle est située dans le centre historique de Mayence.